# Woutschyn
Woutschyn (belarussisch Воўчын, russisch Волчин) ist ein Dorf im Selsawet Woutschyn, Rajon Kamjanez, Breszkaja Woblasz, Belarus und administratives Zentrum der Verwaltungseinheit Selsawet Woutschyn. Das Dorf liegt am Fluss Pulwa, dem rechten Zufluss des Bugs. 
Woutschyn war der Geburtsort des letzten Königs von Polen und Großfürsten von Litauen Stanislaus II. August Poniatowski, wo er am 17. Januar 1732 zur Welt kam. Zu den bekanntesten Sehenswürdigkeiten zählen die katholische Kirche der Heiligen Dreifaltigkeit, die orthodoxe St.-Nikolaus-Kirche und die Kapelle des Heiligen Uladsimir.
Im Zweiten Weltkrieg wurde Woutschyn stark zerstört. Am Rande des Dorfes befindet sich ein Denkmal für die im Jahre 1942 durch deutsche Truppen ermordeten jüdischen Zivilisten. Insgesamt 350 Juden aus den Dörfern Woutschyn und Tscharnautschyzy wurden hier erschossen.